# مسجد و مدرسه صالحیه

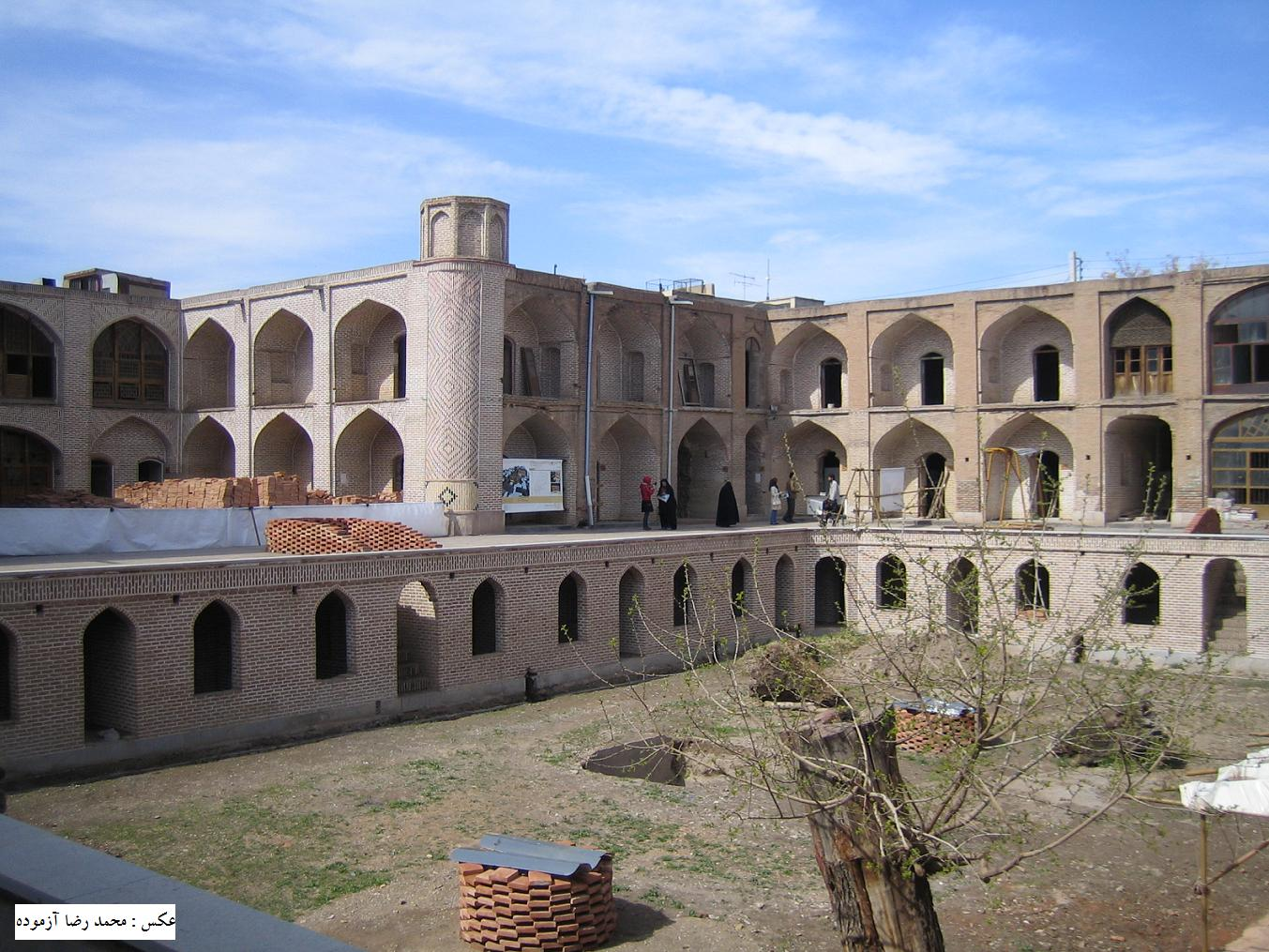
مدرسه صالحیه، از عظیم‌ترین مدارس فلسفی شیعه در قرن سیزدهم هجری

مسجد و مدرسه صالحیه قزوین به استناد کتیبه ای که بر سردر آن بوده، در سال ۱۲۴۸ هجری قمری توسط حاج محمدصالح برغانی قزوینی از علمای پارسا و پرهیزکار قزوینی ساخته شده‌است. این بنا با وسعتی حدود ۴۶۷۰ متر مربع یکی از بزرگترین مدارس علمیه ایران و از عظیم‌ترین مدارس فلسفی شیعه در قرن سیزدهم هجری به‌شمار می‌رفته‌است. از جمله دانش آموختگان این مدرسه می‌توان سیدجمال الدین اسدآبادی، میرزای شیرازی، سید اشرف الدین حسینی (نسیم شمال) را نام برد.
مسجد و مدرسه صالحیه در جانب غربی بازار قزوین و در محله دیمج در غرب خیابان مولوی واقع شده‌است که از محدوده‌های بسیار ارزشمند بافت تاریخی شهر قزوین به‌شمار می‌رود. مسجد در شمال مدرسه قرار گرفته و ورودی آن از خیابان مولوی می‌باشد.
مدرسه دارای میانسرا (حیاط) بزرگی می‌باشد که فضاها در اطراف آن آرایش پیدا کرده‌اند. این بنا سه اشکوبه بوده و اشکوبه زیرین به صورت گودال باغچه ساخته شده‌است. در اشکوب میانی و فوقانی، حجره‌ها با یک ایوانچه رو به میانسرا قرار گرفته‌اند. فضاهای اصلی بنا که در واقع همان مدرس‌ها می‌باشند در محورهای اصلی بنا جای گرفته‌اند.
پروژه مرمت از ابتدای سال ۱۳۸۸ آغاز شده‌است که در دو بخش دنبال می‌شود. بخش اول شامل مرمت مسجد مدرسه با رویکرد احیا کاربری اصلی بنا است. بخش دوم با رویکرد پاسخگویی به نیازهای معاصر و ارتقا کیفیت آموزش علوم اسلامی و با توجه به ضابطه‌های سازمان میراث فرهنگی طراحی شده‌است. این بخش شامل فضاهایی همچون کتابخانه، سالن اجتماعات، کلاس درس، و پارکینگ می‌باشد که در مراحل آتی پروژه اجرا خواهد شد.